# TKS Toruń
El TKS Toruń fue un equipo de fútbol de Polonia que jugó en la Ekstraklasa, la primera división nacional.

## Historia
Fue fundado el 10 de agosto de 1922 en la ciudad de Toruń inicialmente como un equipo de fútbol que con los años se expandió a otros deportes como el hockey sobre hielo, pasando a ser uno de los equipos deportivos más grandes de la región de Pomerania.
En 1927 recibe una invitación para jugar en la Ekstraklasa, donde en la primera de ellas finalizó en el décimo lugar; pero en la siguiente temporada iniciaron los problemas para el club como lesiones de jugadores y problemas financieros, abandonando la liga en la jornada 19 de 28 programadas y terminaron con solo seis puntos en la clasificación final.
Abandonaron el fútbol por dos temporadas, regresando en 1930 en la segunda categoría, pero los problemas financieros continuaron al punto que los resultados en la cancha no coincidían con las ambiciones de la gerencia provocando una división interna en la institución, seguida por secciones deportivas que se hicieron independientes y la liquidación de casi todas las secciones deportivas restantes a excepción de la de hockey sobre hielo, que también terminó desapareciendo oficialmente en 1931.

### Refundación
En 1929 nace el TKS Torun 29 solo enfocado en Fútbol como consecuencia de los problemas financieros, el cual existío hasta 1938 cuando fue absorbido por el Pomorzanin Toruń.

## Récord
El TKS Toruń actualmente posee el récord de haber recibido la peor derrota en la historia de la Ekstraklasa cuando el 11 de septiembre de 1927 perdieron 0-15 ante el Wisla Cracovia en la jornada 10 del campeonato.

## Palmarés
- Klase A Torun: 3

1923, 1924, 1926

## Galería

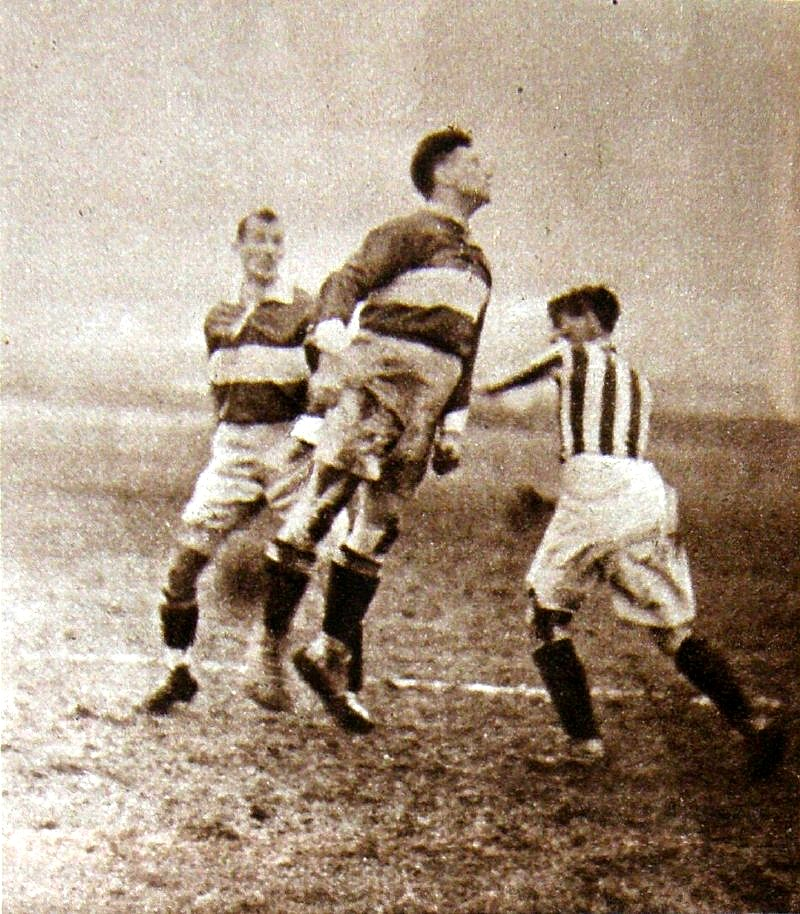
Mecz Cracovia - TKS (1925).